# سيريل بافلوف
سيريل بافلوف (بالروسية: Кирилл)‏ هو راهب روسي، ولد في 8 سبتمبر 1919 في Mikhaylovsky District, Primorsky Krai ‏ في روسيا، وتوفي في 20 فبراير 2017 في Peredelkino ‏ في روسيا.